# Fjälltagellav
Fjälltagellav (Alectoria ochroleuca) är en lavart som först beskrevs av Franz Georg Hoffmann, och fick sitt nu gällande namn av A. Massal. Fjälltagellav ingår i släktet Alectoria och familjen Parmeliaceae.  Arten är reproducerande i Sverige. Inga underarter finns listade i Catalogue of Life.

## Källor

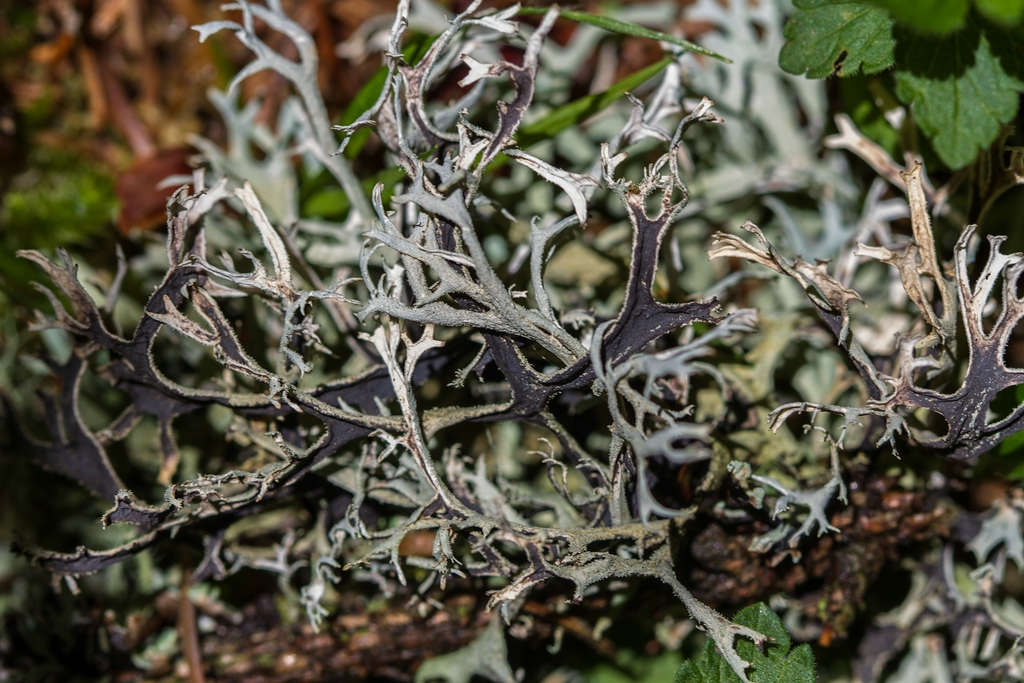
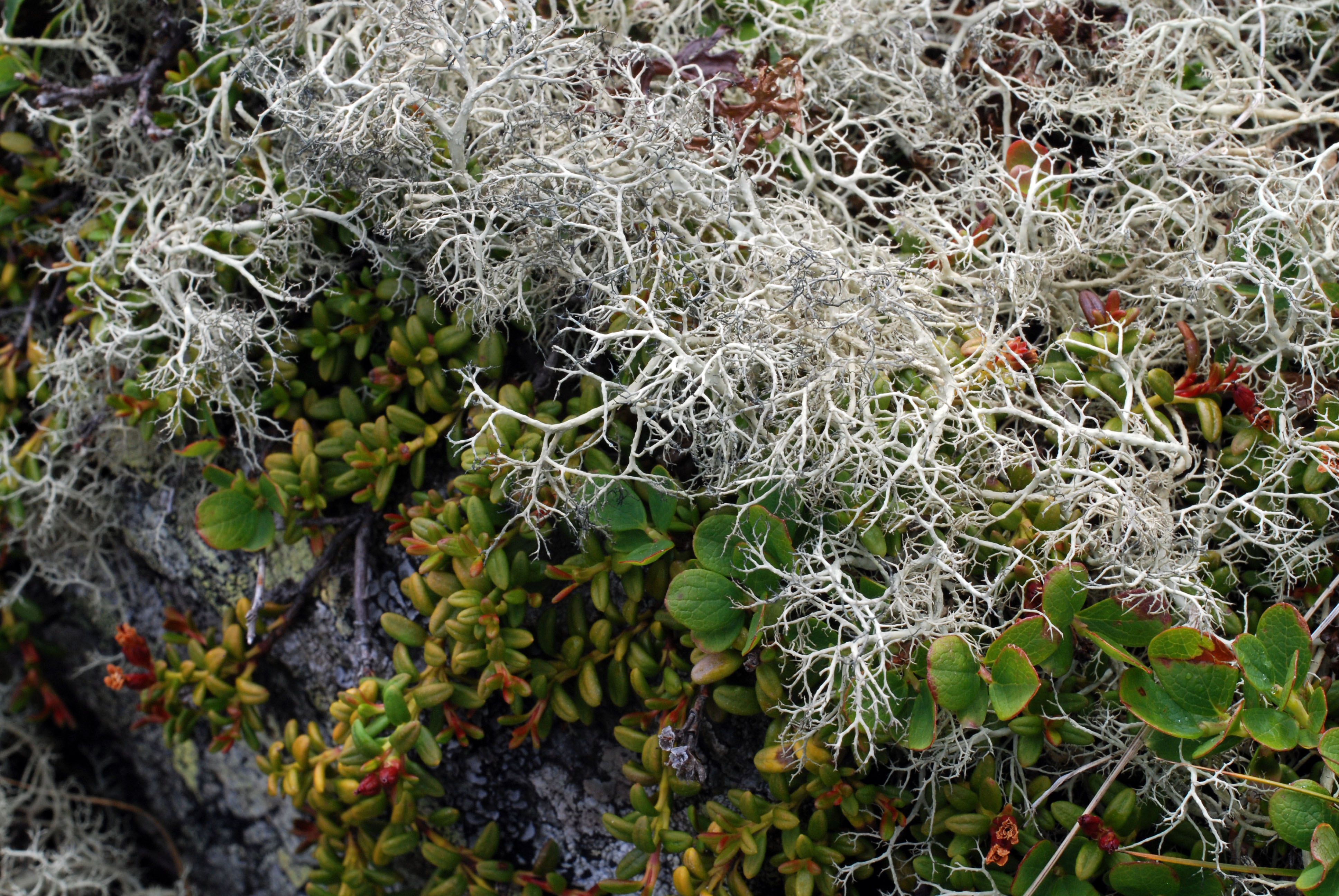